# Vajda Nikoletta
Vajda Nikoletta (Körmend, 1983. december 23. –) magyarországi szlovén újságíró, a Porabje hetilap főszerkesztője.
A Vas megyei Szakonyfaluban nőtt fel, a Vendvidéken. Szentgotthárdon érettségizett, majd felsőfokú tanulmányait a szlovén fővárosban, Ljubljanában folytatta társadalomtudományi és bölcsész szakon.
Az egyetem után rövid ideig Ljubljanában dolgozott, majd röviddel később visszatért Magyarországra. Előbb a Magyarországi Szlovének Szövetségének titkára volt, 2022-től pedig, Szukics Mariann nyugdíjba vonulását követően átvette a főszerkesztői pozíciót a hetente megjelenő Porabje magyarországi szlovén lapnál.
Jelenleg[mikor?] a Szentgotthárdhoz tartozó Farkasfán él.